# U-Bahnhof Duomo (Mailand)
Der U-Bahnhof Duomo ist ein unterirdischer Bahnhof der U-Bahn Mailand. Er befindet sich unter des gleichnamigen Platzes.

## Geschichte
Der Bahnhof der Linie 1 wurde am 1. November 1964 in Betrieb genommen.
Der Bahnhof der Linie 3 folgte am 3. Mai 1990, erstmal nur von einem Shuttleservice auf der Teilstrecke Centrale FS–Duomo bedient, der wenige Monate später (am 16. Dezember) bis zum U-Bahnhof Porta Romana verlängert wurde. Die komplette Inbetriebnahme der Linie 3 mit vollem Takt fand am 12. Mai 1991 statt.

## Anbindung
| Linie | Verlauf |
| ----- | --- |
|       | Sesto 1º Maggio FS – Sesto Rondò – Sesto Marelli – Villa San Giovanni – Precotto – Gorla – Turro – Rovereto – Pasteur – Loreto – Lima – Porta Venezia – Palestro – San Babila – Duomo – Cordusio – Cairoli – Cadorna FN – Conciliazione – Pagano – Buonarroti – Amendola – Lotto – QT8 – Lampugnano – Uruguay – Bonola – San Leonardo – Molino Dorino – Pero – Rho Fiera – Wagner – De Angeli – Gambara – Bande Nere – Primaticcio – Inganni – Bisceglie |
|       | Comasina – Affori FN – Affori Centro – Dergano – Maciachini – Zara – Sondrio – Centrale FS – Repubblica – Turati – Montenapoleone – Duomo – Missori – Crocetta – Porta Romana – Lodi TIBB – Brenta – Corvetto – Porto di Mare – Rogoredo FS – San Donato |